# Kommunalvalen i Sverige 1954
Kommunalvalet i Sverige 1954 genomfördes söndagen den 19 september 1954. Vid detta val valdes kommunalfullmäktige och stadsfullmäktige för mandatperioden 1955–1958 i samtliga 1 037 kommuner. Valet påverkade också på sikt första kammarens sammansättning. 

## Valda fullmäktige
| Parti  | Parti                        | Mandatfördelning | Mandatfördelning |
| Parti  | Parti                        | Antal            | +−               |
| ------ | ---------------------------- | ---------------- | ---------------- |
|        | Socialdemokraterna           | 14 825           | -350             |
|        | Bondeförbundet               | 6 532            | -940             |
|        | Folkpartiet                  | 5 774            | -21              |
|        | Högerpartiet                 | 4 744            | +1 183           |
|        | Sveriges kommunistiska parti | 910              | +147             |
|        | Övriga partier               | 263              | —                |
| Totalt | Totalt                       | 33 048           | +65              |

## Stadsfullmäktigevalen
| Stadsfullmäktigevalen | Stadsfullmäktigevalen        | Stadsfullmäktigevalen | Stadsfullmäktigevalen | Stadsfullmäktigevalen | Stadsfullmäktigevalen | Stadsfullmäktigevalen |
| Parti                 | Parti                        | Röster                | Röster                | Röster                | Mandatfördelning      | Mandatfördelning      |
| Parti                 | Parti                        | Antal                 | %                     | +- %                  | Antal                 | +-                    |
| --------------------- | ---------------------------- | --------------------- | --------------------- | --------------------- | --------------------- | --------------------- |
|                       | Socialdemokraterna           | 925 873               | 48,4                  | -2,4                  | 2 433                 | -127                  |
|                       | Folkpartiet                  | 501 352               | 26,2                  | -0,1                  | 1 112                 | -23                   |
|                       | Högerpartiet                 | 346 563               | 18,1                  | +2,9                  | 852                   | +142                  |
|                       | Sveriges kommunistiska parti | 115 567               | 6,1                   | +-0                   | 192                   | +49                   |
|                       | Centerpartiet                | 17 919                | 1,0                   | -0,4                  | 88                    | -13                   |
|                       | Övriga partier               | 4 498                 | 0,2                   | —                     | 16                    | —                     |
| Antal giltiga röster  | Antal giltiga röster         | 1 911 772             | 100                   |                       | 4 693                 | +27                   |
| Ogiltiga röster       | Ogiltiga röster              | 9 238                 |                       |                       |                       |                       |
| Totalt                | Totalt                       | 1 921 010 (80,3%)     |                       |                       |                       |                       |

Flera städer ingick inte i något av landstingen på grund av sin storlek. Vid valet 1954 var dessa sex stycken av totalt 133 städer i landet; Stockholm, Göteborg, Malmö, Norrköping, Helsingborg och Gävle. Denna särställning gjorde att städerna jämte landstingen fick delta i förstakammarvalen, där de valda stadsfullmäktigen agerade valmän. Ibland jämställs därför dessa stadsfullmäktigeval med landstingsval. Valdeltagandet var högst i Kramfors stad (88,1%) och lägst i Västerviks stad (61,9%).
| Stockholm            | Stockholm                    | Stockholm       | Stockholm | Stockholm | Stockholm |
| Parti                | Parti                        | Röster          | Röster    | Mandat    | Mandat    |
| Parti                | Parti                        | Röster          | Röster    | Antal     | +-        |
| Parti                | Parti                        | Antal           | %         | Antal     | +-        |
| -------------------- | ---------------------------- | --------------- | --------- | --------- | --------- |
|                      | Socialdemokraterna           | 177 143         | 40,7      | 41        | -2        |
|                      | Folkpartiet                  | 135 298         | 31,1      | 31        | -4        |
|                      | Högerpartiet                 | 88 639          | 20,4      | 20        | +3        |
|                      | Sveriges kommunistiska parti | 33 430          | 7,7       | 8         | +3        |
|                      | Övriga partier               | 279             | 0,0       | 0         | —         |
| Antal giltiga röster | Antal giltiga röster         | 434 789         | 100       | 100       | +-        |
| Ogiltiga röster      | Ogiltiga röster              | 1 885           |           |           |           |
| Totalt               | Totalt                       | 436 674 (79,8%) |           |           |           |

| Göteborg             | Göteborg                     | Göteborg        | Göteborg | Göteborg | Göteborg |
| Parti                | Parti                        | Röster          | Röster   | Mandat   | Mandat   |
| Parti                | Parti                        | Antal           | %        | Antal    | +-       |
| -------------------- | ---------------------------- | --------------- | -------- | -------- | -------- |
|                      | Socialdemokraterna           | 83 409          | 39,8     | 24       | -1       |
|                      | Folkpartiet                  | 78 153          | 37,3     | 22       | -2       |
|                      | Sveriges kommunistiska parti | 23 411          | 11,2     | 7        | +1       |
|                      | Högerpartiet                 | 23 149          | 11,0     | 7        | +2       |
|                      | Övriga partier               | 1 572           | 0,7      | 0        | —        |
| Antal giltiga röster | Antal giltiga röster         | 209 694         | 100      | 60       | +-       |
| Ogiltiga röster      | Ogiltiga röster              | 380             |          |          |          |
| Totalt               | Totalt                       | 210 074 (81,8%) |          |          |          |

| Malmö                | Malmö                | Malmö           | Malmö  | Malmö  | Malmö  |
| Parti                | Parti                | Röster          | Röster | Mandat | Mandat |
| Parti                | Parti                | Antal           | %      | Antal  | +-     |
| -------------------- | -------------------- | --------------- | ------ | ------ | ------ |
|                      | Socialdemokraterna   | 64 140          | 53,3   | 33     | +-0    |
|                      | Högerpartiet         | 33 197          | 27,6   | 17     | +5     |
|                      | Folkpartiet          | 19 238          | 16,0   | 10     | +1     |
|                      | Övriga partier       | 3 656           | 3,0    | 0      | —      |
| Antal giltiga röster | Antal giltiga röster | 120 231         | 100    | 60     | +6     |
| Ogiltiga röster      | Ogiltiga röster      | 776             |        |        |        |
| Totalt               | Totalt               | 121 007 (86,7%) |        |        |        |

| Norrköping           | Norrköping                   | Norrköping     | Norrköping | Norrköping | Norrköping |
| Parti                | Parti                        | Röster         | Röster     | Mandat     | Mandat     |
| Parti                | Parti                        | Antal          | %          | Antal      | +-         |
| -------------------- | ---------------------------- | -------------- | ---------- | ---------- | ---------- |
|                      | Socialdemokraterna           | 26 956         | 55,3       | 33         | -6         |
|                      | Högerpartiet                 | 10 382         | 21,3       | 13         | +2         |
|                      | Folkpartiet                  | 8 675          | 17,8       | 11         | +2         |
|                      | Sveriges kommunistiska parti | 2 240          | 4,6        | 3          | +2         |
|                      | Övriga partier               | 509            | 1,0        | 0          | —          |
| Antal giltiga röster | Antal giltiga röster         | 48 762         | 100        | 60         | +-         |
| Ogiltiga röster      | Ogiltiga röster              | 151            |            |            |            |
| Totalt               | Totalt                       | 48 913 (80,9%) |            |            |            |

| Helsingborg          | Helsingborg                  | Helsingborg    | Helsingborg | Helsingborg | Helsingborg |
| Parti                | Parti                        | Röster         | Röster      | Mandat      | Mandat      |
| Parti                | Parti                        | Antal          | %           | Antal       | +-          |
| -------------------- | ---------------------------- | -------------- | ----------- | ----------- | ----------- |
|                      | Socialdemokraterna           | 22 777         | 54,0        | 28          | -3          |
|                      | Högerpartiet                 | 10 923         | 25,9        | 14          | +3          |
|                      | Folkpartiet                  | 7 105          | 16,8        | 8           | -1          |
|                      | Sveriges kommunistiska parti | 1 389          | 3,3         | 1           | +1          |
|                      | Övriga partier               | 2              | 0,0         | 0           | —           |
| Antal giltiga röster | Antal giltiga röster         | 42 196         | 100         | 51          | +-          |
| Ogiltiga röster      | Ogiltiga röster              | 519            |             |             |             |
| Totalt               | Totalt                       | 42 715 (84,6%) |             |             |             |

| Gävle                | Gävle                        | Gävle          | Gävle  | Gävle  | Gävle  |
| Parti                | Parti                        | Röster         | Röster | Mandat | Mandat |
| Parti                | Parti                        | Röster         | Röster | Antal  | +-     |
| Parti                | Parti                        | Antal          | %      | Antal  | +-     |
| -------------------- | ---------------------------- | -------------- | ------ | ------ | ------ |
|                      | Socialdemokraterna           | 13 934         | 54,5   | 25     | -3     |
|                      | Folkpartiet                  | 6 885          | 26,9   | 12     | +-0    |
|                      | Högerpartiet                 | 3 744          | 14,6   | 6      | +1     |
|                      | Sveriges kommunistiska parti | 1 007          | 3,9    | 2      | +2     |
|                      | Övriga partier               | 2              | 0,0    | 0      | —      |
| Antal giltiga röster | Antal giltiga röster         | 25 572         | 100    | 45     | +-     |
| Ogiltiga röster      | Ogiltiga röster              | 52             |        |        |        |
| Totalt               | Totalt                       | 25 624 (75,4%) |        |        |        |

## Fotnoter
1. ↑  I Stockholms stad började mandatperioden redan i oktober under valåret.